# Chao de Porzún
Chao de Porzún (El Chao de Porzún) ist ein Weiler / Dorf in der Gemeinde Vegadeo der autonomen Region Asturien in Spanien.

## Geographie
Chao de Porzún hat 12 Einwohner (2020). Die nächste größere Ortschaft ist Vegadeo, der 2,6 km entfernte Hauptort der gleichnamigen Gemeinde. Der Weiler gehört zur Parroquia Piantón.

## Klima
Angenehm milde Sommer wechseln sich mit ebenfalls milden, selten strengen Wintern ab. In den Hochlagen können die Winter durchaus streng werden.

## Sehenswertes
- Casa de la Rúa
- Casa Villamil